# 宁波专区
宁波专区，中华人民共和国浙江省已撤销的专区，在今浙江省东部。1949年设置，专员公署驻宁波市。辖鄞县、慈谿、奉化、象山、镇海、余姚、定海7县。
1950年，由余姚县析置庵东盐区（县级）。1952年，原绍兴专区所属上虞、嵊县、新昌3县及原台州专区所属宁海县划入宁波专区。辖11县、1盐区。
1953年，撤销庵东盐区，并入余姚县；将定海县划归舟山专区；原由省直辖的绍兴县划入宁波专区。1954年，复设庵东盐区；原台州专区所属临海、天台、三门3县划入宁波专区；将象山县划归舟山专区。宁波专区辖13县、1盐区。
1956年，撤销庵东盐区，并入慈溪县（原慈谿縣）；原属温州专区的仙居县划入宁波专区。1957年，将宁海、临海、天台、三门、仙居5县划归台州专区；原由省直辖的萧山县及原属金华专区的诸暨县划入宁波专区。辖14县。
1958年，原由省直辖的绍兴市及原属舟山专区的象山县划入宁波专区；辖县调整如下：
1. 撤销镇海县，并入宁波市；
2. 撤销宁海县，并入象山县；
3. 撤销鄞县，并入宁波市、奉化县；
4. 撤销新昌县，并入嵊县。

同年，原台州专区所属天台县划入；将萧山县划归杭州市。宁波专区辖1市、9县。
1960年，原舟山专区所属舟山县划入。1961年，恢复新昌、宁海2县。1962年，将天台县划归台州地区；撤销舟山县，辖区划归舟山专区；撤销绍兴市，并入绍兴县；恢复鄞县、镇海县。专区辖12县。
1964年，将绍兴、上虞、嵊县、新昌、诸暨5县划归绍兴专区。宁波专区辖7县。
1970年，撤销宁波专区，改置宁波地区。
1982年，将镇海县划归宁波市。
1983年，撤销宁波地区，所辖6县划归宁波市。